# Joaquim Ros i Sabaté
Joaquim Ros i Sabaté (Barcelona, 1936) es un escultor español, hijo de Joaquim Ros i Bofarull. 
Estudió en la Escuela Superior de Bellas Artes de Sant Jordi, donde se licenció en 1957, y posteriormente residió un tiempo en Italia. En sus obras empleó tanto el hierro como la piedra. Especializado en bustos, ha trabajado para particulares y organismos oficiales. En 1979 fue nombrado director de la Escuela de Artes y Oficios de Vich.
Entre sus obras, la mayoría en Barcelona, destacan: Roger de Lauria (1961), en la calle Roger de Lauria; San Jorge (1962), en la Vía Augusta; Deportistas del mar (1969), en el Moll de la Fusta; Clavileño (1970), en el Aeropuerto del Prat; Lepanto (1971), en el Paseo de Colón, frente a las Atarazanas; Patín de vela (1972), en el Paseo de la Escullera; El Payaso. Charlie Rivel (1972), en los Jardines de Joan Brossa; y Caballos desbocados (1993), en el Parque de la Trinidad. En Cadaqués emplazó un Monumento a Salvador Dalí. En 2007 realizó seis estatuas de Juan Manuel Fangio, situadas en Buenos Aires (Argentina), Montecarlo (Mónaco), Montmeló (España), Nürburg (Alemania), Stuttgart (Alemania) y Monza (Italia).